# Otto Busse
Otto Emil Franz Ulrich Busse (pronuncia ˈɔtoː ˈbʊsə) (Gülitz-Reetz, 6 dicembre 1867 – Zurigo, 3 febbraio 1922) è stato un medico e patologo tedesco, nato nel Regno di Prussia.
Studiò medicina all'Università di Greifswald e divenne in seguito assistente di Paul Grawitz (1850–1932), suo futuro suocero, a Greifswald. In seguito si trasferì a Posen (l'attuale Poznań, in Polonia), dove nel 1904 divenne professore di patologia. Dal 1911 al 1922 fu professore di anatomia patologica all'Università di Zurigo, dove morì.
Nel 1894 Busse fu il primo a scrivere un rapporto scritto sulla criptococcosi, causata da un fungo simile al lievito oggi conosciuto come Cryptococcus neoformans; fu scoperto in un paziente con periostite cronica alla tibia. Al tempo chiamò il fungo Saccharomyces hominis. Nello stesso periodo, Francesco Sanfelice coltivò il fungo dal succo di pesca, chiamandolo Saccharomyces neoformans. L'infezione causata dal fungo è anche stata chiamata "malattia di Busse-Buschke", in onore di Busse e del dermatologo Abraham Buschke (1868–1943).